# 卵叶乳香树
卵叶乳香树（學名：Boswellia ovalifoliolata）是橄榄科乳香树属植物，原产印度安得拉邦。卵叶乳香树和齿叶乳香树是印度仅有的两种乳香树属植物。